# 豚乙女
豚乙女（ぶたおとめ）とは、日本の音楽ユニット、同人音楽ユニットである。メンバーは3人（2020年末までは4人）で活動。かつての所属はavex trax。2017年3月15日にavex traxからメジャー・デビューした。

## 略歴
元々は飲み仲間だったメンバーで、『何か楽しいことやろう！』をコンセプトに、2009年に結成。東方Project関連の同人楽曲作品の製作・関連イベント参加、YouTubeでの動画公開、コミックマーケットでの同人誌即売会などを中心に活動しており、「MINAMI WHEEL」、「BEMANI ROCK FES」、「CONNECT歌舞伎町MUSIC FESTIVAL」などの音楽フェスなどにも参加している。
2017年3月15日にミニアルバム「フルボッコ」でavex traxよりメジャー・デビュー。11月12日には2ndミニアルバム「トラウマレコーダー」をリリースした。
2019年には結成から10年を迎え、ライブを中心に10種類の企画を行った。また、豚乙女の楽曲が収録されているアーケードゲームの1つ『GITADORA NEX+AGE』では、ゲーム内イベントとして12月4日から12月24日まで「NEXTRIAL PHASE5　豚乙女10周年記念FES」が開催された。

## メンバー

### メンバー
ランコ
ボーカル、作詞を担当。
豚乙女の中では人間となっている。
2021年6月6日、結婚したことをTwitterで報告した。
コンプ 
ベース、ギター、作詞、作曲、編曲、レコーディング、マスタリングの担当。
白熊の被り物をしており、豚乙女の中では白熊となっている。
かつては荒木啓六として活動していた。
ランコの姉
CDのジャケット、イラスト、造形物、創作物などのアートワーク担当。
うさぎの被り物をしており、豚乙女の中ではうさぎとなっている。
ランコの実姉である。

### 元メンバー
パプリカ
ピアノ、編曲を担当。
猫の被り物をしており、豚乙女の中では猫となっている。
自身で「東方猫鍵盤」というアレンジシリーズを発表している。
2020年4月24日のTwitterにて同年末をもって脱退することを発表した。

## ディスコグラフィ

### シングル
| 発売日       | タイトル | 収録曲                | 備考 |
| ------------ | -------- | --------------------- | ---- |
| 2024年2月1日 | ナラセ   | 1. ナラセ 2. 戯れた手 |      |

### アルバム
|     | 発売日        | タイトル           | 規格品番                          | 収録曲 | 備考           |
| --- | ------------- | ------------------ | --------------------------------- | --- | -------------- |
| 1st | 2017年3月15日 | フルボッコ         | AVCD-93653B:CD+DVD AVCD-93654:CD  | CD 1. ラジカル少女 2. フルボッコ 3. 白線 4. 髑髏 5. モテlab. 6. もう明日なんかいらない DVD 1. フルボッコ（MUSIC VIDEO） 2. 特典映像（MVオフショット） 3. ショートショートムービー集                       | ※ ミニアルバム |
| 2nd | 2017年11月8日 | トラウマレコーダー | AVCD-93761/B:CD+DVD AVCD-93762:CD | CD 1. トラウマレコーダー 2. 生きるのが下手なだけ 3. ズレズレな日々 4. 不足歩行 5. よだれ 6. パノラマ DVD 1. トラウマレコーダー（MUSIC VIDEO） 2. 特典映像（MVオフショット） 3. ショートショートムービー集 | ※ ミニアルバム |

### 書籍
- 豚乙女『豚乙女FANBOOK』玄光社、2016年2月17日。ISBN 978-4-7683-0694-9。

### CD
- 東方回転木馬（2010/3/14）
  - 博麗神社例大祭7にて頒布。
- 幻想ホモ・ルーデンス（2010/5/5）
  - Music＋Media-Mix Marketにて頒布。
- ロングスカートパノラマガール（2010/8/14）
  - コミックマーケット78にて頒布。
- 東方猫鍵盤（2010/8/14）
  - コミックマーケット78にて頒布。
- 黄昏エレジー（2010/10/11）
  - 東方紅楼夢6にて頒布。
- 緑（2010/12/30）
  - コミックマーケット79にて頒布。
- 東方猫鍵盤2（2010/12/30）
  - コミックマーケット79にて頒布。
- 感謝感激雨あられ（2011/5/8）
  - 博麗神社例大祭8にて頒布。
- 東の国～豚乙女PV集～（2011/5/8）
  - 博麗神社例大祭8にて頒布。
  - 豚乙女初となるPV作品。
- collge（2011/5/8）
  - 博麗神社例大祭8にて頒布。
  - PVの中の設定などを小説や4コマで描き下ろした同人誌。
- オリエンタル夢紀行（2011/8/14）
  - コミックマーケット80にて頒布。
- 東方猫鍵盤3（2011/8/14）
  - コミックマーケット80にて頒布。
- 怨言神楽謌（2011/12/30）
  - コミックマーケット81にて頒布。
- 東方猫鍵盤4（2011/12/30）
  - コミックマーケット81にて頒布。
- 花筵爛然（2012/3/11）
  - 華激ノ宴にて頒布。
- 実は繊細な貴方とたまに勇敢な私のなんだか騒いでるって話。（2012/5/27）
  - 博麗神社例大祭 9にて頒布。
  - 全8曲と書いてあるがボーナス・トラックが存在する。
- 豚BEST アブラカラメコンピマシマシ（2012/5/27）
  - 博麗神社例大祭9にて頒布。
  - 過去作品から人気曲を集めたベスト・アルバム。
- 東方猫鍵盤5（2012/8/11）
  - コミックマーケット82にて頒布。
- ボウリング（2012/8/11）
  - コミックマーケット82にて頒布。
  - オリジナルCD第二弾である。
- 8（2012/8/11）
  - コミックマーケット82にて頒布。
- 鉱石ラヂオ（2012/9/9）
  - 境界から見えた世界にて頒布。
- ひかり（2012/12/30）
  - コミックマーケット83にて頒布。
- 東方猫鍵盤6（2012/12/30）
  - コミックマーケット83にて頒布。
- チェス（2012/12/30）
  - コミックマーケット83にて頒布。
- P(ig) V(ideo)D(esu)（2012/12/30）
  - コミックマーケット83にて頒布。
- 獣道（2013/5/24）
  - 博麗神社例大祭10にて頒布。
- 少女煉獄（2013/8/12）
  - コミックマーケット84にて頒布。
- 東方猫鍵盤7（2013/8/12）
  - コミックマーケット84にて頒布。
- ビリヤード（2013/8/12）
  - コミックマーケット84にて頒布。
  - オリジナルCD第三弾である。
- 異端審問（2013/10/13）
  - 東方紅楼夢9にて頒布。
- TRASH BOX（2013/12/30）
  - コミックマーケット85にて頒布。
- 東方猫鍵盤8（2013/12/30）
  - コミックマーケット85にて頒布。
- 花札（2013/12/30）
  - コミックマーケット85にて頒布。
  - オリジナルCD第四弾である。
- アコースティック楽曲集（2014/2/2）
  - 大⑨州東方祭⑨にて頒布。
- ポップ（2014/5/11）
  - 博麗神社例大祭11にて頒布。
- 豚BEST2 18キロカロリー（2014/5/11）
  - 博麗神社例大祭11にて頒布。
- 少女煉獄 弟弐巻（2014/8/16）
  - コミックマーケット86にて頒布。
- 東方猫鍵盤9（2014/8/16）
  - コミックマーケット86にて頒布。
- ダウト（2014/8/16）
  - コミックマーケット86にて頒布。
  - オリジナルCD第五弾である。
- アコースティック楽曲集2
  - 博麗神社秋季例大祭1にて頒布。
- ありきたりな脳髄よ、今宵の月と踊れ（2014/12/29）
  - コミックマーケット87にて頒布。
- 東方猫鍵盤10（2014/12/29）
  - コミックマーケット87にて頒布。
- JUMP-OTOME～SHOURI～（2014/12/29）
  - コミックマーケット87にて頒布。
  - 初となるLIVEDVDである。
- I♥RED（2015/2/1）
  - 大⑨州東方祭11にて頒布。
  - 初なるDJアレンジ。
- フォリ・ア・ドゥ
  - 境界から視えた外界・結にて頒布。
  - 「音楽」「小説」「アクセサリー」の異なる3つの手法から手紙に纏わる物語を描き出す豚乙女初の総合プロジェクトの中での音楽。
- 鈴のそら音 （2015/5/10）
  - 博麗神社例大祭12にて頒布。
- 少女煉獄 第参巻（2015/8/14）
  - コミックマーケット88にて頒布。
- TOUHOU NEKOCKENBAN THE BEST2010-2015（2015/8/14）
  - コミックマーケット88にて頒布。
  - 東方猫鍵盤シリーズの総集編で全10作品の中から15曲が選曲されている。
- R&M handkerchief "little dreamer（2015/10/12）
  - 科学世紀のカフェテラスにて頒布。
  - ちなみにCDではなくグッズである。
- I♥CHERRY（2015/10/18）
  - 博麗神社秋季例大祭2にて頒布。
- ゲツメンタンサ（2015/12/30）
  - コミックマーケット89にて頒布。
- 東方猫鍵盤11（2015/12/30）
  - コミックマーケット89にて頒布。
- ichigo travel in HONGKONG（2015/12/30）
  - コミックマーケット89にて頒布。
  - 岸田教団&THE明星ロケッツボーカル・Ichigoの写真集だが撮影や発行を豚乙女が担当した為、豚乙女の作品となる。
- おまとめ（2016/1/31）
  - 大⑨州東方祭14にて頒布。
- 誕生(パプトコンプ)（2016/4/24）
  - Music＋Media-Mix Marketにて頒布。
  - オリジナルCD第六弾である。
- 今日が最後の一日（2016/5/8）
  - 博麗神社例大祭13にて頒布。
- FREAKS（2016/8/13）
  - コミックマーケット90にて頒布。
- 東方猫鍵盤12(2016/8/13）
  - コミックマーケット90にて頒布。
- 猫の安眠DISC（2016/10/9）
  - 東方紅楼夢12にて頒布。
  - 豚乙女の公式ニコ生(豚歌う生放送)内でリクエストしたボーカルアレンジ計34曲の中から更に上位12曲を選出してピアノソロCDを作るという企画のもの。
- ばらだいすろすと（2016/12/29）
  - コミックマーケット91にて頒布。
- 豚BEST3 大盛りチャレンジ（2016/12/29）
  - コミックマーケット91にて頒布。
- 東方猫鍵盤13（2016/12/29）
  - コミックマーケット91にて頒布。
- 擬似家族入門（2017/5/7）
  - 博麗神社例大祭14にて頒布。
- 東方猫鍵盤14（2017/8/11）
  - コミックマーケット92にて頒布。
- CHILD HOOD'S END（2017/8/11）
  - コミックマーケット92にて頒布。
- ピアノと唄『黄昏レガシー』（2017/10/15）
  - 博麗神社秋季例大祭4にて頒布。
- ピアノと唄『緑ver』（2017/10/22）
  - 東方紅楼夢13にて頒布。
- 東方音ゲーBEST（2017/12/29）
  - コミックマーケット93にて頒布。
- あやかし横丁（2017/12/29）
  - コミックマーケット93にて頒布。
- 東方猫鍵盤15（2017/12/29）
  - コミックマーケット93にて頒布。
- 大貧民（2018/5/6）
  - 博麗神社例大祭15にて頒布。
- 魔女たちの音楽室（2018/5/6）
  - 博麗神社例大祭15にて頒布。
- 大富豪（2018/8/10）
  - コミックマーケット94にて頒布。
- 少女煉獄第四巻（2018/8/10）
  - コミックマーケット94にて頒布。
- 東方猫鍵盤16（2018/8/10）
  - コミックマーケット94にて頒布。
- 遊星博覧会（2018/10/14）
  - 博麗神社秋季例大祭5にて頒布。
- ゲリラ（2018/12/30）
  - コミックマーケット95にて頒布。
- アビス（2018/12/30）
  - コミックマーケット95にて頒布。
- 東方猫鍵盤17（2018/12/30）
  - コミックマーケット95にて頒布。
- リバーサイドパレード（2019/5/5）
  - 博麗神社例大祭16にて頒布。
- epitaph（2019/5/5）
  - 博麗神社例大祭16にて頒布。
- プレゼント（2019/8/12）
  - コミックマーケット96にて頒布。
- 獄（2019/8/12）
  - コミックマーケット96にて頒布。
- 東方猫鍵盤18（2019/8/12）
  - コミックマーケット96にて頒布。
- 豚BEST4 やわらか10年本仕込（2019/10/6）
  - 博麗神社秋季例大祭6にて頒布。
- ゲリラ2（2019/12/31）
  - コミックマーケット97にて頒布。
- まじっく・らんたん（2019/12/31）
  - コミックマーケット97にて頒布。
- 東方猫鍵盤19（2019/12/31）
  - コミックマーケット97にて頒布。
- 似非葬列指南（2020/3/22）
  - エア例大祭1にて頒布。
- 少女煉獄第五巻（2020/5/5）
  - エアコミケ98にて頒布。
- 東方猫鍵盤20（2020/5/5）
  - エアコミケ98にて頒布。
- 壷中天（2021/3/21）
  - 博麗神社例大祭18にて頒布。
- 裏ベスト（2021/8/14）
  - 博麗神社例大祭18にて頒布。
- 獣神（2022/5/8）
  - 博麗神社例大祭19にて頒布。
- りていく＋（2022/8/14）
  - コミックマーケット100にて頒布。
- 彗（2022/12/31）
  - コミックマーケット101にて頒布。「ほうきぼし」と読む。
- 豚BEST5 骨までとろける美味しさ（2023/5/7）
  - 博麗神社例大祭20にて頒布。

### 参加作品
| 発売日         | タイトル                                         | 規格品番  | 収録曲             | 備考                             |
| -------------- | ------------------------------------------------ | --------- | ------------------ | -------------------------------- |
| 2010年07月09日 | TOgether SONGS Neo girls 2010                    | PEAR-2001 | Fight on deep time | Pearlnet Records                 |
| 2018年02月14日 | GITADORA Tri-Boost Re:EVOLVE Original Soundtrack | GFCA-442  | タンポポ           | コナミデジタルエンタテインメント |
| 2021年12月15日 | pop'n music peace Original Soundtrack            | GFCA-540  | ボタン             | コナミデジタルエンタテインメント |
| 2024年1月17日  | pop'n music 解明リドルズ Original Soundtrack     | GFCA-     | ホピタスコピラ     | コナミデジタルエンタテインメント |

## 主なライブ
ツアーライブなども行っているが、数が多い為ここでは一部抜粋している。
- 2012年07月01日ーUN HAPPY BIRTHDAY TO ME!!
- 2013年02月17日ーザ・キャプテンズ presents 「7DAYS☆失神天国2013」
- 2013年07月26日ーHtML Hack! the MusicLive
- 2014年01月13日ーDJF2014
- 2014年02月08日ーワンマンライブ「TRASH BOX」
- 2014年06月21日ーその少女、豚乙女 w/ヒトリエ
- 2014年07月19日ー豚乙女ツーマンライブ『豚を石鹸で洗ってみた』 w/石鹸屋
- 2014年10月11日ージャンプ乙女～勝利～
- 2015年02月28日ー東方ライブ2015 -星虹砕/祭-【風】
- 2016年03月12日ーワンマンライブ「トラウマランドリー」
- 2016年07月03日ー博麗神社うた祭
- 2017年03月19日ー豚乙女「これまでも豚乙女、これからも豚乙女」
- 2017年04月29日ー超東方LIVEBOX
- 2017年05月27日ー博麗神社うた祭 in 台湾
- 2017年11月12日ーメジャー2ndミニアルバムレコ発ライブ「生々しい豚」
- 2017年11月18日ー博麗神社うた祭
- 2018年02月23日ー東方LIVE BOX NEXT
- 2018年04月28日ー超東方LIVEステージ2018
- 2018年05月26日ー博麗神社うた祭in高雄
- 2018年08月11日ー東方樂祭2018 ～幻想の宴~ in 神田明神納涼祭り
- 2019年04月28日ー超東方LIVEステージ2019
- 2020年07月04日ーFloweringNight2020無観客生放送ライブ
- 2021年10月01日ーDIAMOND FESTIVAL -2021 AUTUMN-
- 2022年04月09日ーワンマンライブ「OHISA」
- 2022年04月25日ー東方LIVEステージ
- 2023年04月15日ー#普通のライブ
- 2023年04月27日ー超東方LIVEステージ2023